# Мирноградуголь
Мирноградуголь (до 2017 года Красноармейскуголь), угледобывающее государственное предприятие (центр — город Мирноград Донецкой области, Украина). Добыча угля в 2001 году составляла 2 261 183 тонн. В объединение входят 4 шахты:
- имени Димитрова,
- имени Стаханова,
- «Родинская»,
- «Центральная»

А также: автобаза "Автомобилист" , Мирноградский ремонтно-механический завод, Покровская дирекция строящихся предприятий и снабжения, «Красноармейскуглепоставка», узел производственно-технической связи, завод «Стройдеталь», управление жилищно-коммунального хозяйства.

## История
В 2015 году начальник МВД Украины в Донецкой области Вячеслав Аброськин подтвердил изъятие у руководства «Красноармейскуголь» денежных средств в размере 2,19 миллиона долларов.